# Вибори до Державної Думи 2007
Ви́бори до Держа́вної Ду́ми — пройшли в Російській Федерації 2 грудня 2007 року. Перемогу отримала провладна партія «Єдина Росія», яка отримавши понад 64% голосів (315 мандатів у Думі ), мала конституційну більшість. У Республіці Чечня в цей день проходив також конституційний референдум.
Право голосу мали понад 100 мільйонів росіян. За соціологічними опитуваннями, партію Єдина Росія, де Володимир Путін йшов першим номером, підтримувало 60 відсотків виборців.
Загалом участь у виборах брали 11 партій. Депутати Державної думи вперше обиралися виключно за партійними списками. Мінімальний прохідний бар'єр — 7 відсотків. Також було скасовано графу проти всіх і мінімальний поріг явки виборців, проти чого виступала опозиція.
За голосуванням наглядало більше 300 міжнародних спостерігачів. Половина з них — із країн колишнього радянського Союзу. Зокрема до Росії не приїхали оглядачі від ОБСЄ. Вибори, які багато хто сприймав як референдум довіри Володимиру Путіну, відбувалися під критикою з боку заходу і опозиції. Вони стверджували, що провладні партії під час виборчої кампанії користувалися беззаперечною підтримкою з боку влади.

## Результати
Впевнену перемогу отримала провладна партія «Єдина Росія». За результатами підрахунку бюлетенів, за неї свій голос віддали понад 64% виборців, які прийшли на дільниці. Таким чином партія отримує 315 мандатів у Думі — це конституційна більшість.
Семивідсотковий бар'єр до парламенту зуміли подолати ще три партії. Комуністи отримали підтримку 11,6%, у ліберал-демократів Володимира Жириновського −8,2% голосів виборців, а у «Справедливої Росії» — 7,8%. Дві опозиційні партії — «Союз правих сил» та «Яблуко»  не змогли подолати прохідний бар'єр. За них голоси віддали 1% та 1,6% росіян відповідно. Явка на вибори склала 63%.
Остаточні результати виборів 2 грудня 2007 до Державної думи
| Партії і коаліції                                                                       | Голоси      | Голоси | Голоси | Депутати | Депутати | Депутати |
| Партії і коаліції                                                                       | #           | %      | ± %    | #        | ±        | %        |
| --------------------------------------------------------------------------------------- | ----------- | ------ | ------ | -------- | -------- | -------- |
| Єдина Росія (Единая Россия)                                                             | 44 714 241  | 64,30  | ▲26,73 | 315      | ▲92      | 70,0     |
| Комуністична партія Російської Федерації (Коммунистическая партия Российской Федерации) | 8 046 886   | 11,57  | ▼1,04  | 57       | ▲5       | 12,7     |
| Ліберально-демократична партія Росії (Либерально-демократическая партия России)         | 5 660 823   | 8,14   | ▼3,31  | 40       | ▲4       | 8,9      |
| Справедлива Росія (Справедливая Россия)                                                 | 5 383 639   | 7,74   | ▲7,74  | 38       | ▲1       | 8,4      |
| Аграрна партія Росії (Аграрная партия России)                                           | 1 600 234   | 2,30   | ▼1,33  | 0        | ▼2       | 0        |
| Російська демократична партія «Яблуко» (Российская демократическая партия «Яблоко»)     | 1 108 985   | 1,59   | −2,71  | 0        | −4       | 0        |
| Громадянська сила (Гражданская сила)                                                    | 733 604     | 1,05   | +1,05  | 0        | 0        | 0        |
| Союз правих сил (Союз правых сил)                                                       | 669 444     | 0,96   | −3,01  | 0        | −3       | 0        |
| Патріоти Росії (Патриоты России)                                                        | 615 417     | 0,89   | +0,89  | 0        | 0        | 0        |
| Партія соціальної справедливості (Партия социальной справедливости)                     | 154 083     | 0,22   | −2,87  | 0        | 0        | 0        |
| Демократична партія Росії (Демократическая партия России)                               | 89 780      | 0,13   | −0,09  | 0        | 0        | 0        |
| Дійсних бюлетенів                                                                       | 68 777 136  | 98,91  |        |          |          |          |
| Недійсних бюлетенів                                                                     | 759 929     | 1,09   |        |          |          |          |
| Всього (явка 63,71%)                                                                    | 69 537 065  | 100.00 |        | 450      | 0        |          |
| Всього виборців                                                                         | 109,145,517 |        |        |          |          |          |
| Джерело: ЦВК Росії [Архівовано 12 травня 2011 у Wayback Machine.]                       |             |        |        |          |          |          |